# Luxiaria hyalodela
Luxiaria hyalodela là một loài bướm đêm trong họ Geometridae.